# Прескотт, Джон
Джон Лесли Прескотт, барон Прескотт (англ. John Leslie Prescott, Baron Prescott; 31 мая 1938, Престатин, Денбишир, Уэльс — 20 ноября 2024) — британский политик, вице-премьер правительства Великобритании в 1997—2007 годах, член Лейбористской партии. Также известен как один из самых косноязычных британских политиков.

## Биография
Родился в бедной валлийской семье. В юности работал официантом на кораблях британского торгового флота, был активистом Национального союза моряков. Поначалу провалив экзамены 11+ в грамматическую школу, в итоге благополучно окончил колледж Раскин Оксфордского университета и Университет Халла.

### Политическая карьера
В 1966 году выставил свою кандидатуру на парламентских выборах от избирательного округа Southport, но был вторым.
На парламентских выборах 1970 года выставил свою кандидатуру в избирательном округе Hull East и победил. С тех пор и до 2010 года регулярно переизбирался. В 1974—1979 годах был также депутатом Европарламента. В 1974—1976 годах был советником министра торговли. В период нахождения лейбористов в оппозиции был теневым министром транспорта (1983—1984 и 1988—1993), занятости (1984—1987 и 1993—1994) и энергетики (1987—1989). В 1994 году участвовал в выборах главы Лейбористской партии, но занял второе место, уступив Тони Блэру, однако был избран вице-председателем партии, победив на внутренних выборах Маргарет Бекетт.
После победы лейбористов на парламентских выборах 1997 года Тони Блэр назначил Прескотта вице-премьером своего правительства и министром по делам экологии, транспорта и регионального развития. В 2001 году Прескотт, сохранив за собой пост вице-премьера, был назначен Первым министром, в то время как министерство по делам экологии, транспорта и регионального развития было разделено. В 2007 году ушёл в отставку с правительственных должностей и с поста вице-председателя партии почти одновременно с Тони Блэром.
В 2010 году ему было пожаловано пожизненное пэрство и теперь он заседает в Палате лордов как барон Прескотт.
Прескотт страдал от нервной булимии и диабета. Умер 20 ноября 2024 года в возрасте 86 лет. Объявив о его смерти, его семья сообщила, что он жил в доме престарелых и страдал от болезни Альцгеймера.